# Учитель магии воды
«Учитель магии воды» (англ. The Waterbending Master) — восемнадцатый эпизод первого сезона американского мультсериала «Аватар: Легенда об Аанге».

## Сюжет
Команда Аватара добирается до Северного полюса и сталкивается с северным племенем Воды. Адмирал Джао планирует вторжение на их территорию. Аанг, Катара и Сокка осматривают новые локации, и внимание Сокки привлекает принцесса Юи. Вечером дядя Айро поёт песню про любовь, и к нему на судно является Джао. Вождь северного племени Воды устраивает празднование в честь визита Аватара, а также 16-летия принцессы Юи. На представлении выступает учитель Пакку со своими учениками. Сокка общается с принцессой. После вождь велит Пакку обучать Аватара магии воды, и сенсей говорит Аангу прибыть на рассвете. Дядя Айро заводит адмирала Джао к своему племяннику Зуко, и военачальник говорит, что забирает его людей для поимки Аватара. Джао также замечает у Зуко палаши, которые использовал Синяя маска, и он понял, что Синяя маска и Зуко — один и тот же человек, но принц врёт, что это старинные декорации.
Утром Катара и Аанг приходят к учителю Пакку, но он отказывается учить девушку из-за их правил и традиций. Мастер говорит ей учиться целительству. В знак протеста Аанг тоже хочет отказаться от учёбы, но Катара просит его этого не делать, и Аватар приступает к урокам. Сокка снова общается с принцессой, и они договариваются встретиться вечером на мосту. Адмирал Джао нанимает пиратов, которые ранее сталкивались с принцем Зуко, чтобы те разобрались с ним. Катара обучается врачеванию, а Аанг — магии воды. После урока Катара говорит с учительницей, и та видит у девушки ожерелье, которое когда-то принадлежало Пра-пра. Учительница рассказывает, что бабушка Катары родилась на этой земле, и они были подругами. Ожерелье ей подарил жених, но потом она внезапно уехала, ни с кем не попрощавшись. Вечером корабельная команда Зуко покидает принца, и дядя Айро предлагает племяннику прогуляться, но тот остаётся в каюте. Дядя уходит, и на судно пробираются пираты. Они оставляют бочки со взрывной смолой и поджигают их, затем покидая корабль. Зуко, услышав посторонние звуки, осматривает судно, и оно взрывается. Дядя возвращается к берегу и скорбит по племяннику.
Сокка встречается с принцессой Юи на мосту и дарит ей рукодельное изделие, но она внезапно убегает, говоря, что совершила ошибку. В хижине Сокка рассказывает об этом сестре и Аватару. Аанг и Катара решают, что первый будет обучать девушку после занятий с учителем. Они идут тренироваться, но мастер Пакку их замечает и говорит, что Аанг больше не является его учеником. Затем они беседуют с вождём, уговаривая его заставить Пакку снова взяться за Аватара, но они просят извиниться. Катара не делает этого и вызывает Пакку на поединок. Айро рассказывает Джао о случившемся с племянником и принимает его предложение, присоединяясь к экспедиции на Север. Когда приходит время боя, Пакку отказывается драться, отправляя Катару врачевать, но она бьёт его в спину, и тогда поединок начинается. Дети болеют за Катару, и она неплохо держится. Учитель это подмечает, но все ровно не хочет её учить. В ходе битвы ожерелье падает с Катары, и учитель одерживает верх. После он замечает украшение, вспоминая, что сделал его для своей возлюбленной. Катара узнаёт, что Пакку — бывший жених Пра-пра. На корабле Джао дядя Айро встречается с выжившим Зуко, который под прикрытием вступает в ряды адмирала, чтобы поймать Аватара на Северном полюсе. Пакку говорит, что любил бабушку Катары, но девушка отвечает, что это было не взаимно, и брак должен был быть по расчёту. Услышав их слова, принцесса Юи в слезах убегает, а Сокка следует за ней. Они говорят на мосту, и Сокка думает, что принцесса не хочет быть с ним, потому что он простолюдин, но та целует его и отвечает, что парень нравится ей, однако она помолвлена и убегает. На следующий день Аанг тренируется магии воды, и к нему присоединяется Катара, которую Пакку всё же согласился учить. Тем временем флот адмирала Джао приближается к Северному полюсу.

## Отзывы

Динамика оценок IGN к эпизодам 1 сезона мультсериала

Тори Айрленд Мелл из IGN поставил серии оценку 9,5 из 10 и написал, что «безусловно, это один из лучших эпизодов на сегодняшний день», похвалив «захватывающее повествование, отличную озвучку, несколько замечательных персонажей и некоторые хорошо сделанные отсылки к двум прошлым сериям». Рецензент отметил сцену, в которой адмирал Джао увидел мечи на стене у Зуко, написав, что она «была сделана идеально» и «дала нам некоторое предзнаменование грядущего». В конце критик повторил, что «от начала до конца в этом эпизоде было всё необходимое, чтобы заработать почти идеальную оценку».
Хайден Чайлдс из The A.V. Club задавался вопросом, «насколько велико население нации Огня на самом деле», отмечая, что «похоже, у них бесконечные ресурсы, а войска, корабли и провизия готовы за считанные дни по прихоти адмирала присоединиться к его военному флоту». Критик написал, что город северного племени Воды — «это застывшая Венеция с элементами индийской архитектуры во дворце». Рецензент отметил финальные кадры, в которых «армада Джао подплывает к Северному полюсу», предвещая «хорошее продолжение».
Screen Rant и CBR поставили серию на 6 место в топе лучших эпизодов 1 сезона мультсериала по версии IMDb. Screen Rant также включил серию в топ лучших эпизодов по версии Reddit.